# 蓋塔爾 (阿爾及利亞)
36°05′16″N 0°48′57″E / 36.08778°N 0.81583°E

蓋塔爾（阿拉伯语：‎），是阿爾及利亞的城鎮，位於該國西北部埃利贊省，由馬祖納區負責管轄，面積54平方公里，2008年人口15,422，人口密度每平方公里283人。